# Le Pacha et les Chats de Beverly Hills
Pour plus de détails, voir Fiche technique et Distribution.
Le Pacha et les Matous de Beverly Hills, ou Le Pacha à Beverly Hills au Québec (Top Cat and the Beverly Hills Cats) est un téléfilm d'animation de 1987 et il fait partie de la série Les 10 Étoiles Supers d'Hanna-Barbera. L'intrigue du film TV est essentiellement un remake prolongé de l'épisode de l'émission originale, L'héritier manquant.

## Distribution

### Voix originales
- Arnold Stang : Top Cat (Le Pacha)
- Avery Schreiber : Benny the Ball (bidule « la-boule »)
- Marvin Kaplan : Choo-Choo (Chouchou)
- Leo Delyon : Bezig (Spook) / « ptite-tête » (Brain)
- John Stephenson : Firlut (Fancy-Fancy) / Officier Crampon (Officer Dibble) / Serveur (Waiter)
- Richard Erdman - Sid Buckman / Gérant du Tunnel de Lavage (Car Wash Manager)
- Teresa Ganzel - Kitty Glitter
- Linda Gary - Gertrude Vandergelt
- Kenneth Mars - Directeur (Director) / Atrâpacheur du chien (Dogcatcher)
- Lilly Moon - Amy Vandergelt
- Rob Paulsen - James le Chauffeur (James the Chauffer) / Lester Pester / Conducteur d'Autobus de Tournée (Tour Bus Driver)
- Henry Polic II - Snerdly
- Frank Welker - Dobey, Raspoutine (Rasputin)

### Voix françaises
- Roger Carel : Le Pacha
- Christian Lesser : Bidule « la-Boule »
- Michel Bedetti : Chouchou
- Francis Lax : Bezig
- Serge Lhorca : Firlut
- Jacques Dynam : Officier Crampon
- Henri Salvador : Serveur
- Emmanuel Jacomy : Sid Buckman
- Luq Hamet : Gérant du Tunnel de Lavage
- Dominique Chauby : Kitty Glitter
- Claude Chantal : Gertrude Vandergelt
- Jacques Deschamps : Directeur / Raspoutine
- Georges Atlas : Atrâpacheur du chien
- Barbara Tissier : Amy Vandergelt
- Jacques Thébault : James le Chauffeur
- Jean Cussac : Conducteur d'Autobus de Tournée
- Gérard Rinaldi : Snerdly
- Vincent Grass : Dobey

### Voix québécoises
- Luc Durand : Le Pacha
- Olivier Godin : Bidule « la-Boule »
- Marc Labrèche : Chouchou
- Sébastien Dhavernas : Bezig
- Jean Brousseau : « Ptite-tête »
- Élise Bertrand : Kitty Glitter
- François Sasseville : Firlut
- Ronald France : Officier Crampon / Serveur
- Pierre Auger : Sid Buckman
- Michel-Max Mailhot : Gérant du Tunnel de Lavage
- Élizabeth Lesieur : Gertrude Vandergelt
- Yves Massicotte : Directeur / Atrâpacheur du Chien
- Lisette Dufour : Amy Vandergelt
- Jacques Lavallée : James le Chauffeur
- Normand Chouinard : Lester Pester
- Lois Champagne : Conducteur d'Autobus de Tournée
- Bruno Laplante : Snerdly
- Éric Gaudry : Dobey / Raspoutine